# ماریتا گوتفرید
ماریتا گوتفرید ((به لهستانی: Marieta Gotfryd)؛ زادهٔ ۱۱ سپتامبر ۱۹۸۰) وزنه‌بردار اهل لهستان است.
وی در مسابقات کشوری و بین‌المللی در مجموع برندهٔ ۱ مدال نقره، ۳ مدال برنز شده‌است.